# Emodin
Emodin ist ein natürlich vorkommendes Anthrachinon-Derivat. Es ist isomer zu Morindon. Es ist isomer zum Aloe-Emodin. 

## Vorkommen

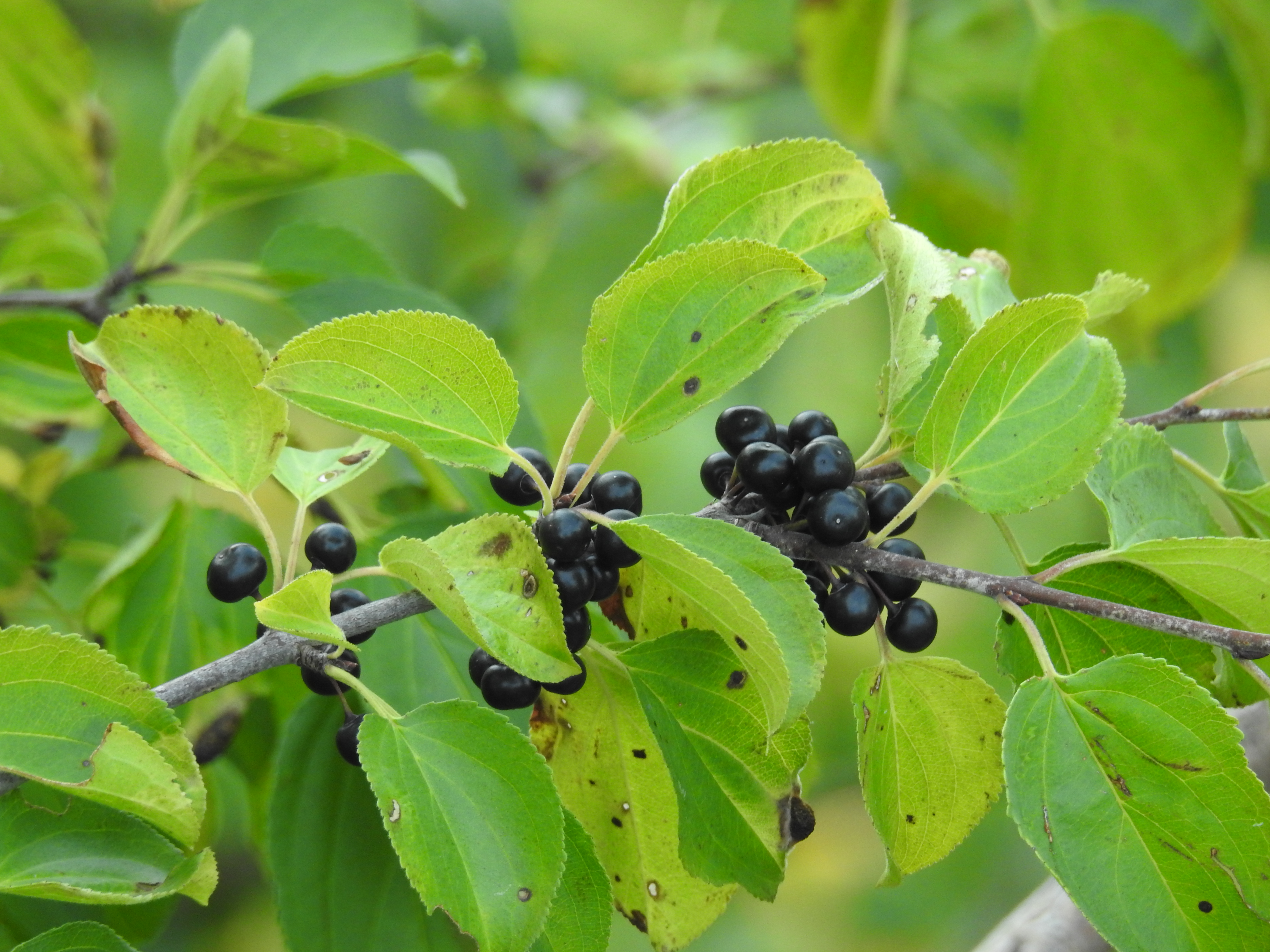
Purgier-Kreuzdorn

Emodin wurde in mindestens 94 Pflanzenarten aus 17 Familien nachgewiesen, insbesondere in den Familien der Hülsenfrüchtler (Fabaceae), Knöterichgewächse (Polygonaceae) und Kreuzdorngewächse (Rhamnaceae). Die Gattungen mit den meisten Arten, die erwiesenermaßen Emodin enthalten, sind die Kassien (Fabaceae), Kreuzdorn (Rhamnaceae), sowie Rhabarber (Rheum) und Ampfer (Polygonaceae). In der Rinde des Purgier-Kreuzdorns kommt Emodin beispielsweise in Form dreier Emodin-8-O-β-Glycoside vor (Emodin-8-O-β-gentiobiosid, -glucosid und -primverosid).

## Eigenschaften
In Pflanzen dient Emodin als Fraßschutz, wirkt aber auch allelopathisch und antimikrobiell.
Für Emodin wurden eine Reihe an pharmakologischen Wirkungen nachgewiesen, darunter immunosuppressiv (durch Freisetzung von Wasserstoffperoxid), antibakteriell, fungizid, entzündungshemmend, antiallergisch und gegen Diabetes. Emodin hat diverse Wirkungen gegen verschiedene Krebs-Arten, die umfangreich untersucht wurden. Die Bioverfügbarkeit von Emodin ist gering, was einer einfachen medizinischen Anwendung entgegensteht.

## Verwendung
Emodin wird in der traditionellen chinesischen Medizin verwendet.